# TC療法
TC療法（ティーシーりょうほう）(卵巣癌)は卵巣癌等に有用と考えられている化学療法の一種。TJ療法とも言われる。パクリタキセルとカルボプラチンを併用する。副作用抑制のため、パクリタキセル投与後にカルボプラチンを投与する。
TC療法（ティーシーりょうほう）(乳癌)は、ドセタキセルとシクロフォスファミドを併用した乳癌術後補助療法。標準的な化学療法であるAC療法(アントラサイクリン系抗癌剤ドキソルビシンとシクロホスファミド)を投与した場合に比べて、TC療法が全生存率を改善できることが発表された。(2007年サンアントニオ乳癌シンポジウム)